# کبزون (کالیفرنیا)
کبزون (به انگلیسی: Cabazon) یک منطقهٔ مسکونی در ایالات متحده آمریکا است که در شهرستان ریورساید، کالیفرنیا واقع شده‌است. کبزون ۱۲٫۶۷۴ کیلومتر مربع مساحت و ۲٬۵۳۵ نفر جمعیت دارد و ۵۵۹ متر بالاتر از سطح دریا واقع شده‌است.